# ダニエルズ・プラン
ダニエルズ・プラン（Daniels plan、Daniels' plan、Daniels's plan）は、アメリカ海軍の建艦計画。当時の海軍長官ジョセファス・ダニエルズの名前からこう呼ばれている。その他、海外においては計画が立案された年度に因んだ1916年度海軍法 (Naval Act of 1916)、或いは大海軍法 (Big Navy Act)の呼称が用いられている。
計画規模・時期の符合により大日本帝国海軍の八八艦隊とよく対比される。第一次世界大戦への参戦により進捗は遅れ、ワシントン海軍軍縮条約により大半の主力艦は建造中止となった。

## 前段
アメリカ海軍は建国当初は欧州から隔絶した地理的条件その他の理由により、特に大海軍を必要としない戦略環境にあった。しかしながらプエルトリコ、キューバ、フィリピン諸島、グァム島、さらにはハワイ諸島と領土や保護領を獲得していくにつれ、次第に海軍力整備の機運が高まっていった。
1903年、海軍軍備に関する諮問機関として将官会議が発足し、以後アメリカ軍の整備方針は海主・陸従を基本としていく。折からの、激化する一方の英独建艦競争に対応し、当会議は「1919年までに戦艦8隻基幹の6個艦隊を整備し、ドイツ帝国海軍を凌いで世界第二位の海軍力を獲得する」基本方針を策定した。以後この方針に従い艦艇整備計画は進捗していくが、大戦参戦までに議会の協賛を得たのは目標48隻（既成艦含む）に対して37隻に留まっていた。
- FY1893：BB-4 アイオワ
- FY1896：BB-5 キアサージ、BB-6 ケンタッキー
- FY1897：BB-7 イリノイ、BB-8 アラバマ、BB-9 ウィスコンシン
- FY1899：BB-10 メイン、BB-11 ミズーリ、BB-12 オハイオ
- FY1900：BB-13 ヴァージニア、BB-14 ネブラスカ、BB-15 ジョージア
- FY1901：BB-16 ニュー・ジャージー、BB-17 ロード・アイランド
- FY1903：BB-18 コネチカット、BB-19 ルイジアナ
- FY1904：BB-20 ヴァーモント、BB-21 カンザス、BB-22 ミネソタ
- FY1905：BB-25 ニュー・ハンプシャー
- FY1906：BB-26 サウス・カロライナ、BB-27 ミシガン
- FY1907：BB-28 デラウェア
- FY1908：BB-29 ノース・ダコタ
- FY1909：BB-30 フロリダ、BB-31 ユタ
- FY1910：BB-32 ワイオミング、BB-33 アーカンソー
- FY1911：BB-34 ニュー・ヨーク、BB-35 テキサス
- FY1912：BB-36 ネヴァダ、BB-37 オクラホマ
- FY1913：BB-38 ペンシルヴェニア
- FY1914：BB-39 アリゾナ
- FY1915：BB-40 ニュー・メキシコ、BB-41 ミシシッピ、B-42 アイダホ
- FY1916：BB-43 テネシー、BB-44 カリフォルニア

※ BB-23 ミシシッピ、BB-24 アイダホの両艦はギリシャに売却

## 立案
1914年、世界大戦が勃発するとアメリカ合衆国は当初中立を保ったが、ドイツが展開した通商破壊戦により自国の海外貿易が重大な脅威に晒される現実を目の当たりにし、海軍力整備の機運はより一層高まった。
1915年、将官会議は従来の整備方針を発展させ、1924年までに世界第一位のイギリス海軍に匹敵する大海軍を整備するため、下記の建艦計画を時の大統領ウッドロウ・ウィルソンに提出した。
| 艦種       | FY1917 | FY1918 | FY1919 | FY1920 | FY1921 | 合計 |
| ---------- | ------ | ------ | ------ | ------ | ------ | ---- |
| 戦艦       | 2      | 2      | 2      | 2      | 2      | 10   |
| 巡洋戦艦   | 2      | -      | 1      | 2      | 1      | 6    |
| 偵察巡洋艦 | 3      | 1      | 2      | 2      | 2      | 10   |
| 駆逐艦     | 15     | 10     | 5      | 10     | 10     | 50   |
| 大型潜水艦 | 5      | 4      | 2      | 2      | 2      | 15   |
| 中型潜水艦 | 25     | 15     | 15     | 15     | 15     | 85   |
| 砲艦       | 2      | 1      | -      | -      | 1      | 4    |
| 病院船     | 1      | -      | -      | -      | -      | 1    |
| 給兵艦     | -      | -      | -      | 1      | 1      | 2    |
| 油槽艦     | -      | 1      | -      | 1      | -      | 2    |
| 工作艦     | -      | -      | -      | -      | 1      | 1    |

本計画が実現すると、アメリカ海軍の有する戦力は下記の通りとなる予定だった。
- 戦艦 52隻（一線級27、内巡洋戦艦6隻、二線級25）
- 装甲巡洋艦 10隻
- 偵察巡洋艦 13隻
- 一等巡洋艦 5隻
- 二等巡洋艦 3隻
- 三等巡洋艦 10隻
- 駆逐艦 108隻
- 大型潜水艦 18隻
- 中型潜水艦 157隻
- モニター 6隻
- 砲艦 20隻

- 補給艦 4隻
- 油槽艦 15隻
- 運送艦 4隻
- 水雷母艦 3隻
- 特務艦 8隻
- 給兵艦 2隻

## 査定・成立
提出された計画は1916年度議会にて審議にかけられた。この中でアメリカ合衆国下院海軍委員会は5カ年計画を承認せず、単年度計画FY1917として巡洋戦艦5隻等39隻、2億4,000万ドルにて査定。下院本会議においてはさらに潜水艦30隻、3,000万ドルを追加して可決された。
しかし政府は上院に働きかけて計画を復活・拡大し、5カ年計画を3カ年に短縮した上で要求ほぼ全艦を可決せしめた。
157隻81万余トン、建造費5億8,800万ドルの大建艦計画がここに成立したのである。
| 艦種                   | FY1917 | FY1918 | FY1919 | 合計 |
| ---------------------- | ------ | ------ | ------ | ---- |
| コロラド級戦艦         | 4      | -      | -      | 4    |
| サウスダコタ級戦艦     | -      | 3      | 3      | 6    |
| レキシントン級巡洋戦艦 | 4      | 1      | 1      | 6    |
| オマハ級軽巡洋艦       | 4      | 3      | 3      | 10   |
| 駆逐艦                 | 20     | 15     | 15     | 50   |
| 潜水艦                 | 30     | 18     | 20     | 68   |
| 給炭艦                 | -      | -      | -      | 3    |
| 駆逐母艦               | -      | 1      | 1      | 2    |
| 砲艦                   | -      | -      | -      | 2    |
| 給兵艦                 | -      | -      | -      | 2    |
| 運送艦                 | -      | -      | -      | 1    |
| 潜水母艦               | -      | 1      | 1      | 2    |
| 病院船                 | -      | -      | -      | 1    |

## 「次」の建艦計画
本計画成立の翌1917年、アメリカは世界大戦に参戦した。このため各種小型艦艇の急造が必要となり、臨時軍事費によって駆逐艦229隻、潜水艦26隻他の戦時計画を成立させた。一方で大型艦の建造にはブレーキがかかり、起工済の艦を除いて建造は繰り延べとなった。
さらに1918年、将官会議はダニエルズ・プランに続く建艦計画として下記の内容を6カ年計画で提出した。
- 戦艦 12隻
- 巡洋戦艦 16隻
- 軽巡洋艦 30隻
- 駆逐艦 108隻
- 潜水艦 167隻
- 航空母艦 6隻
- 他

当計画はさすがに膨大に過ぎ、政府内査定で戦艦10隻、巡洋戦艦6隻、巡洋艦10隻、駆逐艦・潜水艦以下130隻の3カ年計画に修正されたが、これとても先のダニエルズ・プランとほぼ同規模の大計画であることには変わりなかった。
1919年度議会に提出された計画は難航し、下院において戦艦・巡洋艦各10隻のみに削られた（上述の通り、駆逐艦以下については戦時計画で大量建造が決定していた）。しかし上院では審議が満了せず、不成立となった。
他方、同年1月にはダニエルズ長官が第二次三年計画を発表した。この計画は国際連盟加盟条約を批准しなかった場合という前提条件つきではあるが、三カ年で戦艦6隻、巡洋戦艦6隻以下を6億5,000万ドルにて整備するという大計画であった。本計画は、国際連盟成立に伴う世界情勢が想像以上に融和的となったことを受けて撤回された。
1920年、最後の建艦計画が策定された。本計画は3カ年にて戦艦3隻、巡洋戦艦1隻、巡洋艦30隻、大型駆逐艦18隻、大型潜水艦6隻、機雷潜水艦12隻、その他合計88隻というもので、大戦終結により建造再開した戦艦・巡洋戦艦の工事量が膨大だったのと、上記第二次三年計画が世界情勢を受けて縮小された結果、大型艦は少なく中・小型艦の整備に重点を置かれたものだった。本計画は政府内にて審議中にワシントン会議開催を迎え、議会提出に至らずそのまま立ち消えとなった。ちなみに同計画中の戦艦についてはサウスダコタ級の改良型で、主砲を16インチ三連装砲から18インチ連装砲に強化する、副砲を連装砲塔に収める等の改正が盛り込まれている。

## ワシントン条約と計画の顛末
1921年に開催されたワシントン海軍軍縮会議は、過度な海軍力膨張が深刻な財政的負担となりつつあった列強諸国に歓迎をもって受け止められた。
同会議における基本方針は
1. 実行中の主力艦建造計画撤廃
2. 老齢艦の一部廃棄
3. 現有海軍力を基礎とした保有量規定
4. 主力艦トン数を測定基準とした諸艦種保有比率の割当

の四点であり、最初に謳われた現行計画撤廃方針により、当計画の戦艦・巡洋戦艦はほとんどが建造中止前提で討議された。なおこの中でアメリカは保有量確保のため、資材確保や予算充当済等を名目に建造中諸艦の進捗率をかなり水増しする挙に出ている。
最終的には条約締結により、ダニエルズ・プランの諸艦は以下の顛末を迎えることとなった。
コロラド級戦艦
- BB-45 コロラド

1921年3月 進水、会議時認定進捗率 88%　日本海軍『陸奥』保有に伴い復活、1923年8月 就役
- BB-46 メリーランド

1921年7月 就役
- BB-47 ワシントン

1921年9月 進水、会議時認定進捗率 88%　75.9%完成状態にて建造中止
- BB-48 ウェスト・ヴァージニア

1921年11月 進水、会議時認定進捗率 82%　日本海軍『陸奥』保有に伴い復活、1923年12月 就役
サウスダコタ級戦艦
- BB-49 サウスダコタ

1920年 5月 起工、会議時認定進捗率 54%　38.5%完成状態にて建造中止
- BB-50 インディアナ

1920年11月 起工、会議時認定進捗率 48%　34.7%完成状態にて建造中止
- BB-51 モンタナ

1920年 9月 起工、会議時認定進捗率 53%　27.6%完成状態にて建造中止
- BB-52 ノース・カロライナ

1920年 1月 起工、会議時認定進捗率 58%　36.7%完成状態にて建造中止
- BB-53 アイオワ

1920年 5月 起工、会議時認定進捗率 51%　31.8%完成状態にて建造中止
- BB-54 マサチューセッツ

1921年 4月 起工、会議時認定進捗率 39%　11.0%完成状態にて建造中止
レキシントン級巡洋戦艦
- CC-1 レキシントン

1921年 1月 起工、会議時認定進捗率 62%　航空母艦に改装
- CC-2 コンステレーション

1920年 8月 起工、会議時認定進捗率 59%　22.7%完成状態にて建造中止　
- CC-3 サラトガ

1920年 9月 起工、会議時認定進捗率 56%　航空母艦に改装
- CC-4 レンジャー

1921年 1月 起工、会議時認定進捗率 46%　14.0%完成状態にて建造中止
- CC-5 コンスティテューション

1920年 9月 起工、会議時認定進捗率 45%　13.4%完成状態にて建造中止
- CC-6 ユナイテッド・ステーツ

1920年 9月 起工、会議時認定進捗率 34%　12.1%完成状態にて建造中止